# Jewgraf Fiodorow

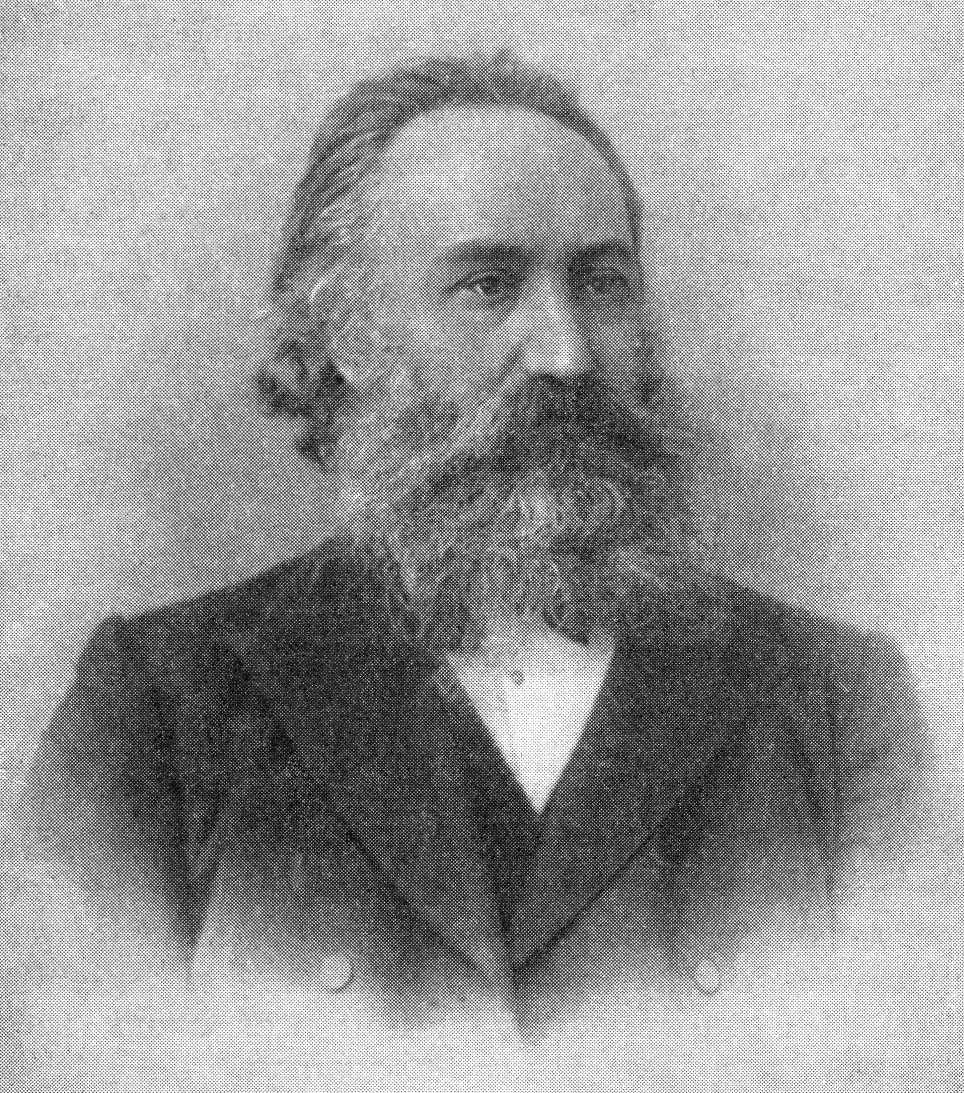
Jewgraf Stiepanowicz Fiodorow

Jewgraf Stiepanowicz Fiodorow Евграф Степанович Фёдоров (ur. 22 grudnia 1853 w Orenburgu, zm. 21 maja 1919 w Piotrogradzie) – rosyjski krystalograf, geolog i matematyk.

## Życiorys
W latach 1890/91 wprowadził 230 krystalograficzne grupy przestrzenne (równolegle z Arthurem Moritz Schönfliesem). Stworzył optyczną metodę badań krystalograficznych (metoda stolika uniwersalnego). Prace badawcze na Uralu. Publikacje teoretyczne z zakresu krystalografii.